# Бургебис
Бургебис (фр. Bourguébus) насеље је и општина у северној Француској у региону Доња Нормандија, у департману Калвадос која припада префектури Кан.
По подацима из 2011. године у општини је живело 1429 становника, а густина насељености је износила 258,88 становника/km². Општина се простире на површини од 5,52 km². Налази се на средњој надморској висини од 50 метара (максималној 73 m, а минималној 40 m).

## Демографија
| 1962. | 1968. | 1975. | 1982. | 1990. | 1999. | 2011. |
| ----- | ----- | ----- | ----- | ----- | ----- | ----- |
| 304   | 342   | 616   | 650   | 663   | 1.074 | 1.429 |

График промене броја становника у току последњих година